# Bosznia-Hercegovina hívójelkörzetei
Bosznia-Hercegovina jelenleg (2024) nincs felosztva hívójelkörzetekre. Az ITU az E7 prefixet osztotta ki az ország számára,  de számos más hívójelprefix is létezik, amelyek még jelenleg is az országhoz köthetőek.
| YT4, YU4, YZ4 | Jugoszlávia 4-es körzete volt.                                            |
| 4N4, 4O4      | Jugoszlávia 4-es körzete volt.                                            |
| T9            | Kivezetve                                                                 |
| X9            | Bosznia-Hercegovina kezdeti, nem hivatalosan elismert prefixe. Kivezetve. |
| E7            | Bosznia-Hercegovina jelenleg használt, ITU által jóváhagyott prefixe.     |

## Lajstromjel
Vízi és légi járművek lajstromjelezéséhez a T9 prefixet használják.